# Sao biến quang Cepheid cổ điển

Biểu đồ Hertzsprung–Russell thể hiện vị trí của một số loại sao biến quang.

Sao Cepheid cổ điển (còn được gọi là quần thể I Cepheid, loại I Cepheid hay sao biến quang Delta Cepheid) là một loại sao biến quang Cepheid. Đây là những sao biến quang quần thể I thể hiện các xung xuyên tâm (radial pulsation) đều đặn với chu kỳ từ vài ngày đến vài tuần.
Khoảng 800 sao Cepheid cổ điển đã được biết đến trong Dải Ngân Hà, và có 6.000 sao Cepheid cổ điển được dự đoán tồn tại trong Ngân Hà. Vài ngàn sao Cepheid cổ điển khác nữa được biết đến trong các Đám mây Magellan và các thiên hà khác. Kính viễn vọng không gian Hubble đã xác định được các sao Cepheid cổ điển trong NGC 4603 cách Trái Đất 100 triệu năm ánh sáng.